# Svava Björnsdóttir
Svava Björnsdóttir (* 9. Juni 1952) ist eine isländische Künstlerin.

## Ausbildung
Von 1972 bis 1974 studierte sie in Paris an der École nationale supérieure des beaux-arts. Anschließend erwarb sie einen BA in Isländisch und Französisch an der Háskóli Íslands.
Danach setzte sie von 1978 bis 1984 ihre künstlerische Ausbildung in München an der Akademie der Bildenden Künste fort. Dort führte sie der schottische Künstler Eduardo Paolozzi an das Material Papier zur Erstellung von Kunstwerken heran, auf das sie sich seither spezialisiert hat.

## Papierskulpturen
Die von Svava Björnsdóttir geschaffenen Papierskulpturen sind meist großformatig, von starker Farbgebung und wirken gewichtig. Erst beim Näherkommen erkennt der Betrachter, dass sie aus Papier bestehen.
Zu einer Ausstellung ihrer Werke 1999 in der isländischen Nationalgalerie gab diese einen kommentierenden Band heraus.
Vom 1. April bis 8. Mai 2011 stellte sie eine Auswahl ihrer Werke gemeinsam mit der Malerin Inga Ragnarsdóttir im Kunstraum 24 in Stuttgart aus.